# جورج إف. مور
جورج إف. مور (بالإنجليزية: George F. Moore)‏ هو عسكري أمريكي، ولد في 31 يوليو 1887 في أوستن في الولايات المتحدة، وتوفي في 2 ديسمبر 1949 في هيلسبورووغ في الولايات المتحدة.